# Orman
Orman (maced. Орман) – wieś w południowo-zachodniej Macedonii Północnej, w gminie Ochryda.